# Црнкович, Крешимир
Крешимир Црнкович (хорв. Krešimir Crnković; 4 января 1995, Риека) — хорватский биатлонист и лыжник, участник чемпионатов мира по биатлону и лыжным гонкам.

## Биография
Выступает за клуб ТСК «Будучност».
В лыжных гонках выступает на международной арене с 2011 года. В 2012 году принимал участие в Юношеских Олимпийских играх в Инсбруке, где был 32-м в гонке на 10 км и 35-м в спринте. В 2016 году стал победителем двух этапов Балканского Кубка в гонках на 10 и 15 км. В 2017 году принимал участие в чемпионате мира в Лахти, стал 81-м в спринте, а в гонке на 15 км не финишировал (классифицирован на 84-м месте).
С 2012 года также выступает в соревнованиях по биатлону, дебютным стал чемпионат мира среди юниоров 2012 года в Контиолахти. В Кубке мира дебютировал 12 февраля 2014 года в Хохфильцене, заняв 103-е место в спринте. Впервые набрал очки в зачёт Кубка мира 5 января 2017 года в Оберхофе, заняв 37-е место в спринте. Принимал участие в чемпионатах мира 2016 и 2017 годов.

## Медальный зачёт
Ниже предоставлена таблица мест Кубков и Чемпионатов мира, занятых спортсменом.
| Сезон 2014—2015 |                      |            |        |        |            |          |
| Тип             | Место проведения     | Инд. гонка | Спринт | Пасьют | Масс-старт | Эстафета |
| КМ              | Австрия              | —          | 103    | —      | —          | —        |
| КМ              | Словения             | —          | 103    | —      | —          | —        |
| Сезон 2015—2016 |                      |            |        |        |            |          |
| КМ              | Германия             | —          | 94     | —      | —          | —        |
| ЧМ              | Норвегия             | —          | 83     | —      | —          | —        |
| Сезон 2016—2017 |                      |            |        |        |            |          |
| КМ              | Швеция               | 78         | 104    | —      | —          | —        |
| КМ              | Словения             | —          | 78     | —      | —          | —        |
| КМ              | Чехия                | —          | 94     | —      | —          | —        |
| КМ              | Германия, Оберхоф    | —          | 37     | DNS    | —          | —        |
| КМ              | Германия, Рупольдинг | —          | 81     | —      | —          | —        |
| ЧМ              | Австрия              | 96         | 83     | —      | —          | —        |